# Elegía

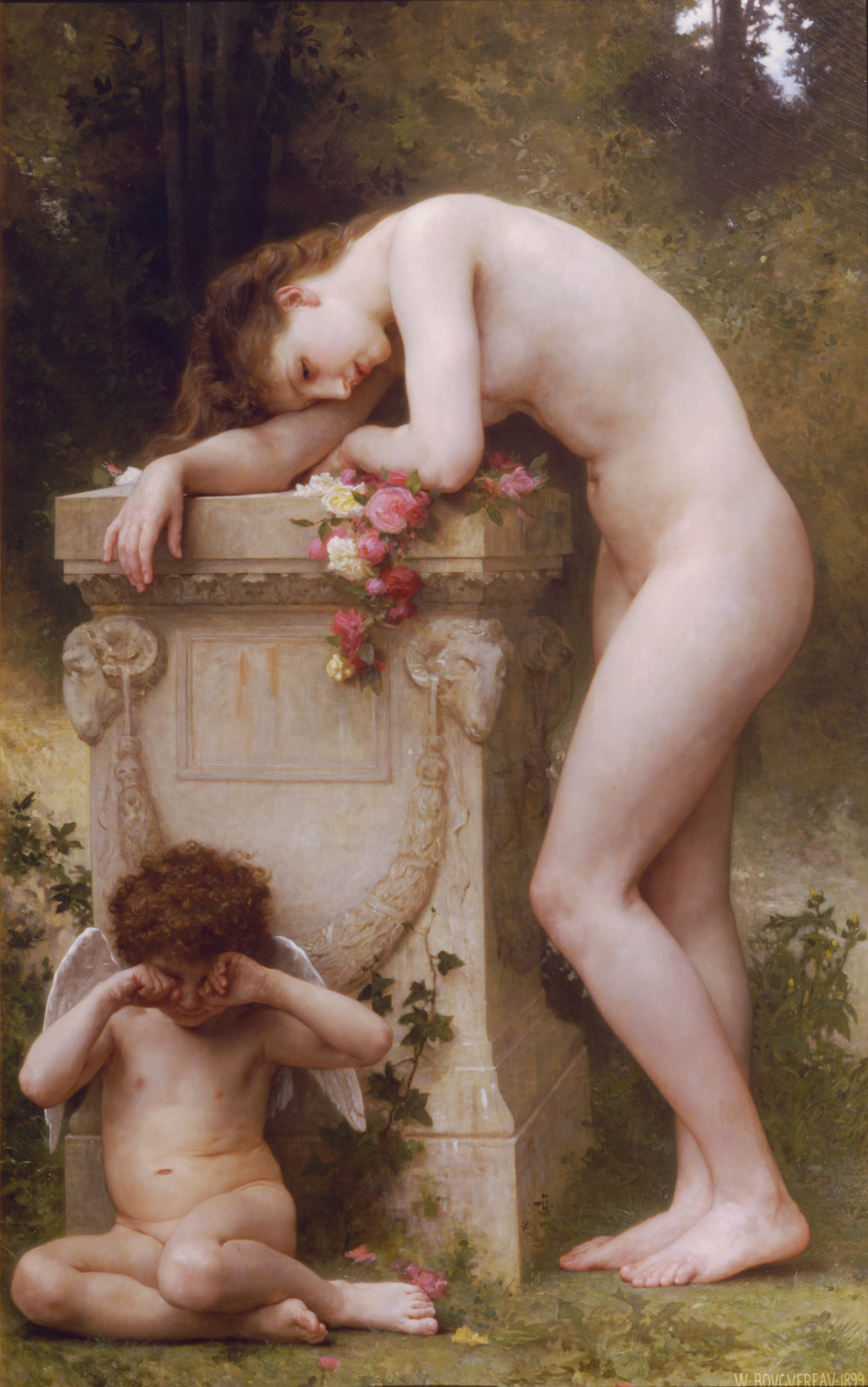
Elegía, por William-Adolphe Bouguereau (1899).

La elegía es un subgénero de la poesía lírica que designa un poema de lamentación. La actitud elegíaca consiste en lamentar cualquier cosa que se pierde: la ilusión, la vida, el tiempo, un ser querido, un sentimiento, etc. En la Antigüedad grecolatina, sin embargo, el verso elegíaco hacía referencia exclusivamente al tipo de metro empleado, el llamado dístico elegiaco. La elegía funeral (también llamada endecha o planto en la Edad Media) adopta la forma de un poema de duelo por la muerte de un personaje público o un ser querido, y no ha de confundirse con el epitafio o epicedio, que son inscripciones ingeniosas y lapidarias que se grababan en los monumentos funerarios, más emparentados con el epigrama, otro género lírico.

## Etimología
El término elegía procede del sustantivo masculino (έλεγος "élegos") que designa un canto de duelo acompañado de flauta o (más raramente) lira. De este sustantivo se derivan otros dos sustantivos: a) n. ἐλεγεῖον ("élegeíon" dístico elegíaco), usado frecuentemente en plural; b) f. ἐλεγεία ("élegeía" elegía). 

## La elegía en la literatura griega
En la literatura griega el criterio que definía la elegía era formal: se consideraba elegía el poema compuesto en metro elegíaco, un tipo de dístico que alterna un hexámetro con un pentámetro dactílico.
Es probable que, en su origen, el verso elegíaco fuera de tema exclusivamente luctuoso. En época arcaica (ss. VII-VI a. C.) el dístico elegiaco es frecuentemente usado en otro tipo de temas solemnes, a menudo en poemas de gran extensión: cantos fúnebres, o a la patria (Solón), de tema bélico (Arquíloco, Calino, Tirteo, etc.), y otros, incluyendo los que actualmente llamaríamos poemas elegíacos (Mimnermo, etc.). Desde finales del s. VI a. C., su uso se extiende a temas simposiacos (Teognis, Jenófanes, Dionisio Calco), y se hace tan frecuente en las dedicaciones epigráficas funerarias que a veces elegía se convierte en sinónimo de inscripción funeraria en dísticos. 
En sus inicios el dístico elegíaco debió ser siempre cantado con acompañamiento de flauta y/o lira. Este acompañamiento, especialmente con la flauta, debió ser preceptivo al menos hasta comienzos del s. VI a. C. (la lira se asociaría más íntimamente a la poesía yámbica).
En su origen, el dialecto de la elegía era el jonio, y el género debió desarrollarse entre los jonios como lo hizo la poesía hexamétrica. En el s. VIII, que es de cuando se datan los primeros ejemplos (Arquíloco, Calino y Tirteo), el género se había extendido a la Grecia continental. Con el tiempo pasó a convertirse en el género más extendido, y el único que practicaron muchos poetas.

## La elegía en la literatura latina
La elegía fue introducida en la poesía latina por Ennio. Aunque esta forma poética se puso en ocasiones al servicio de una temática elegíaca en el sentido moderno de la palabra, en general se asociaba a la temática amorosa, siendo los poetas elegíacos latinos Tibulo y Propercio ejemplos de poetas eminentemente eróticos. Las primeras obras elegíacas de Ovidio, como Amores, entran también en este campo, si bien sus poemarios de madurez, como Tristes y Pónticas, nos ofrecen elegías que satisfacen el criterio moderno del género, pues se trata de poemas de lamentación por su exilio forzado de Roma.

## La elegía en la literatura hispánica
El concepto de poesía elegíaca que adoptan los poetas españoles del Renacimiento es el de la poesía neolatina italiana, no el de la tradición griega: es decir, se entiende como poesía elegíaca cierto tipo de secuencias de poesía amatoria. La poesía española cuenta con varios clásicos del género, entre los que destacan en primer lugar las Coplas por la muerte de su padre de Jorge Manrique, del siglo XV. El género de la elegía propiamente se desarrollaría a partir del siglo XVI, cuando Juan Boscán y Garcilaso de la Vega adaptaron para su uso el terceto encadenado o terceto dantesco, importado por medio de la poesía petrarquista. Desde entonces, el terceto sustituiría al dístico latino como molde lírico para el llanto. Llanto por Ignacio Sánchez Mejías de Federico García Lorca y la Elegía a Ramón Sijé de Miguel Hernández, incluida en su libro El rayo que no cesa, son dos clásicos modernos de este tipo de lamento fúnebre. 
Otras obras menos conocidas del género incluyen las siguientes:
- Elegía ininterrumpida (Octavio Paz).
- Oda a Federico García Lorca (Pablo Neruda)
- Rusticatio Mexicana (Rafael Landívar).
- Elegía del recuerdo imposible (Jorge Luis Borges)
- Algo sobre la muerte del mayor Sabines (Jaime Sabines)[4]
- Boletín y elegía de las mitas (César Dávila Andrade).
- Elegía a la muerte de Atahualpa (Jacinto Collahuazo).
- Elegía a Juana la Loca (Federico García Lorca).
- Elegía a la muerte Guatimocín, mi padre, alias el Globo (Caupolicán Ovalles)

## En música
Una elegía (en francés: élégie) puede denotar un tipo de obra musical, generalmente de naturaleza triste o sombría. Un ejemplo muy conocido es el de la Élégie, Op. 10, de Jules Massenet. Escrita originalmente para piano, como obra de estudiante, luego la escribió como una canción y finalmente apareció como la 'Invocación', para violonchelo y orquesta, una sección de su música incidental a Les Érinnyes de Leconte de Lisle. Otros ejemplos incluyen la Elegy Op. 58 de Edward Elgar, la Élégie de Gabriel Fauré y la Elegía para cuerdas de Benjamin Britten. Aunque no está designada específicamente como elegía, el Adagio para cuerdas de Samuel Barber tiene un carácter elegíaco.
Maurice Ravel, en su obra para piano Le Tombeau de Couperin, la palabra francesa tombeau, que literalmente se traduce por "tumba", se refiere en el contexto francés a una elegía en memoria de alguien notable.